# Björksvampmal
Björksvampmal (Archinemapogon yildizae) är en fjärilsart som beskrevs av Ahmet Ömer Koçak. Björksvampmal ingår i släktet Archinemapogon och familjen äkta malar. Arten är reproducerande i Sverige. Inga underarter finns listade i Catalogue of Life.